# Синхронізація мод
Синхронізація мод є методом, що використовується в оптиці для генерування лазером імпульсів світла дуже короткої тривалості, порядку пікосекунд (10−12 с) або фемтосекунд (10−15 с).
В основі методу лежить нав'язування фіксованого співвідношення фаз між поздовжніми модами резонатора лазера. Такий лазер називають синхронізованим за фазою або модою. Інтерференція між цими модами змушує лазер випромінювати послідовності імпульсів. Залежно від властивостей лазера ці імпульси можуть бути дуже короткими, до кількох фемтосекунд.

## Моди лазерного резонатора

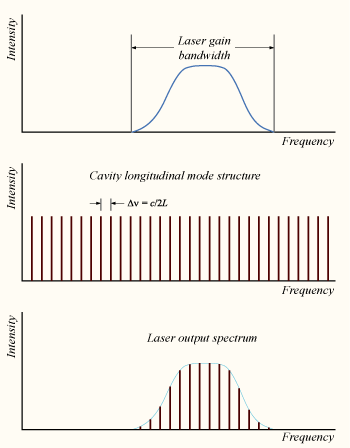
Будова лазерної моди

Синхронізований за модою резонатор з повним відбиттям, що підтримує 30 мод. Верхній графік показує перші 8 мод у резонаторі (лінії) та загальне електричне поле в різних положеннях у резонаторі (точки). Нижній графік показує загальне електричне поле в резонаторі.

Хоча світло лазера є, мабуть, найчистішою формою світла, воно зовсім не монохроматичне. Усі лазери генерують світло в певній природній смузі, тобто діапазонні частот. Частотна смуга роботи лазера визначається в першу чергу активним середовищем (середовищем, що підсилює світло), яке є серцем роботи лазера, тому діапазон частот, на якому генерує лазер називають смугою підсилення. Наприклад, типова смуга підсилення гелій-неонового лазера становить приблизно 1,5 ГГц (діапазон довжин хвиль шириною приблизно 0,002 нм з центром на 633 нм), тоді як твердотільний титан-сапфіровий лазер має смугу підсилення приблизно 128 ТГц (діапазон 300 нм з центром на 800 нм).
Іншим фактором, що визначає частоти випромінювання лазера є його оптичний резонатор. Резонатор найпростішої конструкції — це два плоскі дзеркала, що стоять навпроти з різних сторін від активного середовища (ця конструкція відома під назвою резонатора Фабрі-Перо). Оскільки світло є хвилею, відбиваючись від дзеркал, воно конструктивно або деструктивно інтерферує з собою. Як наслідок між дзеркалами утворюються стоячі хвилі або нормальні моди. Ці стоячі хвилі утворюють дискретний набір частот, який називають поздовжніми модами резонатора. Моди визначають єдині частоти світла, що відтворюються у можуть осцилювати в резонаторі; усі інші частоти пригнічує деструктивна інтерференція. Для простого резонатора з плоскими дзеркалами дозволені моди — ті, для яких відстань між дзеркалами L кратна половині довжини світла λ, так що L = qλ/2, де q — ціле число, відоме як порядок.
Зазвичай L набагато більше від λ, тож значення q великі (від 105 до 106). Набагато цікавіша різниця двох сусідніх мод з q та q+1; вона задається (для порожнього лінійного резонатора з довжиною L) величиною Δν:
{\displaystyle \Delta \nu ={\frac {c}{2L}}}
де c — швидкість світла.
Використовуючи цю формулу, невеликий лазер із відстанню між дзеркалами 30 см має різницю частот поздовжніх мод 0,5 ГГц. Тому для двох згаданих лазерів при 30-сантиметровому резонаторі: ширина смуги 1,5 ГГц HeNe лазера підтримує до трьох поздовжніх мод, тоді як смуга 128 ТГц титан-сапфірового лазера містить 250 000 мод. Коли збуджуються кілька мод, говорять, що лазер працює в багатомодовому режимі. Коли така мода тільки одна, говорять що лазер одномодовий.
Окрема поздовжня мода має смугу або вузький діапазон частот роботи, але зазвичай ця смуга, ширина якої визначається добротністю набагато менша від частотного проміжку між модами.

## Теорія синхронізації мод
У простому лазері кожна з мод коливається незалежно, між ними немає зв'язку, так наче кілька незалежних лазерів випромінювали б світло на дещо різних частотах. Фази окремих мод не фіксовані, вони можуть випадково змінюватися через температурні зміни в матеріалі лазера. У лазері з невеликим числом мод інтерференція між модами може стати причиною биття вихідного світла, що призводить до флуктуацій інтенсивності; у лазерах з багатьма модами інтерференція усереднюється, і вихідна інтенсивність залишається майже сталою.
Інша ситуація виникає, коли замість незалежних коливань кожна мода має фіксовану фазу відносно інших мод. Тоді замість випадкового або сталого вихідного сигналу, лазерні моди періодично інтерферуватимуть конструктивно, утворюючи на виході спалахи або імпульси світла. Такі лазери називають синхронізованими за модою або синхронізованими за фазою. Імпульси утворюються через проміжок часу τ = 2L/c, де τ — час, потрібний світлу, щоб пробігти через резонатор і повернутися. Цей проміжок часу точно відповідає частотному інтервалу між модами лазера Δν = 1/τ.
Тривалість кожного імпульсу світла визначається числом мод, що коливаються в фазі (у реальних лазерах зовсім не необхідно синхронізувати фази усіх мод). Якщо є N синхронізованих мод із частотним проміжником Δν, сумарна синхронізована ширина смуги дорівнює NΔν, і чим ширша ця смуга, тим коротший імпульс лазера. На практиці тривалість імпульсу визначається його формою, яка в свою чергу визначається точним відношенням амплітуди та фази у кожній поздовжній моді. Наприклад, лазер, що генерує імпульси з гаусовою часовою формою має найменшу можливу тривалість імпульсу Δt, що задається формулою 
{\displaystyle \Delta t={\frac {0,441}{N\Delta \nu }}.}
Значення 0,441 відоме як 'часово-шининний фактор' імпульсу й змінюється в залежності від його форми. Для ультракоротких імпульсних лазерів часто приймається форма, що задається квадратом гіперболічного секанса (sech2), для якого часово-ширинний фактор дорівнює 0,315.
Використовуючи цю формулу, можна розрахувати мінімальну тривалість імпульсу за даними про виміряну спектральну ширину лазера. Для HeNe лазера зі спектральною шириною 1,5 ГГц найкоротший гаусів імпульс сумісний зі спектральною шириною буде приблизно 300 пікосекунд; для титан-сапфірового лазера з шириною 128 ТГц, ця тривалість буде тільки 3,4 фемтосекунди. Ці значення задають тривалості найкоротших можливих імпульсів, сумісних з шириною лінії; в реальних лазерах із синхронізацією мод, реальна тривалість імпульсу залежить від багатьох інших факторів, таких як справжня форма імпульсу та загальна дисперсія резонатора.
Модуляція вихідного сигналу може в принципі ще більше скоротити ширину імпульсу; однак, виміряна спектральна ширина при цьому відповідно зросте.

## Методи синхронізації мод
Методи синхронізації мод лазера можна розділити на активні та пасивні. Активні методи зазвичай використовують зовнішній сигнал, щоб модулювати світло всередині резонатора. Пасивні методи не використовують зовнішніх сигналів, а опираються на певний елемент у лазерному резонаторі, що призводить до самомодуляції світла.

### Активна синхронізація
Найчастіше для активної синхронізації в резонатор лазера поміщають електро-оптичний модулятор стоячої хвилі. За заданим електричним сигналом він генерує синусидальну амплітудну модуляцію світла. В частотах, якщо мода має частоту ν і її амплітуду модулюють з частотою f, сумарний сигнал має сателіти на оптичних частотах ν − f та ν + f. Якщо модулятор працює на частоті, що збігається з частотним проміжком між модами резонатора Δν, ці сателіти відповідають двом суміжним резонаторним модам. 
Оскільки сателіти є в фазі, центральна мода та суміжні моди матимуть синхронізовані фази. Надалі модулятор діє на сателіти, синхронізуючи моди з частотами ν − 2f оа ν + 2f, і так далі, доки всі моди смуги підсилення не буде синхронізовано. Як уже говорилося, типовий лазер є багатомодовим, і не налаштованим на кореневу моду. Тому багато мод повинні обрати, з якою фазою синхронізуватися. У пасивному резонаторі з цим методом синхронізації не існує способу розсіяти ентропію, задану початковими незалежними фазами. Таку синхронізацію краще назвати зв'язуванням, що приводить до складної поведінки та нечистих імпульсів. Зв'язування тільки дисипативне через дисипативну природу амплітудної модуляції. Інакше, фазова модуляція не працювала б.
Можна також розглянути, як розгортається цей процес у часі. Амплітудний модулятор діє як слабкий 'перекривач' світла, що проходить туди-сюди між дзеркалами, послаблюючи його, коли перекривач «закрито», і пропускаючи у «відкритому» стані. Якщо частота модуляції f синхронізована з часом проходження резонатора τ, у резонаторі бігатиме туди-сюди єдиний імпульс світла. Величина модуляції не повинна бути значною; модулятор, що ослаблює світло на 1% у закритому стані, синхронізуватиме лазер, оскільки світло ослаблюватиметься знову й знову з кожним проходом резонатора.
Спорідненою з амплітудною модуляцією є активна синхронізація з частотною модуляцією, що використовує модулятори на акусто-оптичному ефекті. Такий пристрій, поміщений у резонатор, під дією електричного сигналу, наводить малі, синусоїдні зміни частоти світла. Якщо частота модуляції узгоджена з часом проходу світла через резонатор, тоді частина світа в резонаторі відчуває повторні зміщення частоти вгору, а частина — вниз. Після багатьох повторень зміщені вгору й униз коливання виходять із смуги підсилення лазера. Залишається лише світло, що проходило через модулятор тоді, коли наведена зміна частоти була нульовою, а це формує вузький імпульс.
Третій метод активної синхронізації використовує синхронне накачування. При цьому модулюється джерело, яке постачає лазеру енергію, фактично вмикаючи й вимикаючи лазер з метою утворення імпульсів. Зазвичай, джерело накачування є теж синхронізованим лазером. Цей метод вимагає точного узгодження довжин резонаторів лазера накачування та лазера, яким він керує.

### Пасивна синхронізація
Методи пасивної синхронізації не потребують зовнішніх сигналів. Вони використовують світло в резонаторі для зміни в певному елементі самого резонатора, який в свою чергу змінює світло. Зазвичай для досягнення цієї мети використовуються поглиначі з насиченням.
Поглинач з насиченням є оптичним пристроєм, пропускання якого залежить від інтенсивності. Це означає, що пристрій веде себе по різному в залежності від інтенсивності світла, що проходить через нього. Для пасивної синхронізації поглинач із насиченням за ідеєю буде вибірково поглинати світло низької інтенсивності і пропускати світло достатньо великої інтенсивності. У резонаторі поглинач із насиченням ослаблюватиме стале малоінтенсивне світло (краї імпульсу). Однак, через дещо випадкові флуктуації інтенсивності в несинхронізованому лазері через поглинач із насиченням проходитиме будь-який випадковий інтенсивний пік. При коливаннях світла в резонаторі цей процес повторюється й призводить до селективного підсилення інтенсивних піків та до поглинання слабого світла. Результатом багатьох проходів будуть послідовності імпульсів та синхронізація мод лазера.
Розглядаючи це як частотний процес, якщо мода має оптичну частоту ν і амплітудно модульована з частотою nf, утворюється сигнал із сателітами на оптичних частотах ν − nf та ν + nf, що дозволяє набагато краще синхронізувати короткі імпульси, зробити їх стабільнішими, ніж при активній синхронізації. Але існують проблеми запуску.
Речовини з насиченням поглинання зазвичай є рідкими органічними барвниками, але можна використовувати також леговані кристали й напівпровідники. Напівпровідникові поглиначі мають дуже швидкі часи відгуку (~100 фс), а це один із факторів, що визначають тривалість вихідного імпульсу лазера з пасивною синхронізацією мод. У синхронізованому за модами лазері з зіткненням імпульсів поглинач робить крутішим передній край імпульсу, а лазерне середовище — задній.
Існують також схеми пасивної синхронізації мод, що не використовують матеріали, в яких поглинання прямо залежить від інтенсивності. Ці методи застосовують нелінійні оптичні явища, які дозволяють вибірково підсилювати світло високої інтенсивності та ослаблювати слабке. Одна з найуспішніших схем отримала назву синхронізації лінзою Керра або, іноді, «самосинхронізації мод». Метод використовує нелінійний оптичний процес, оптичний ефект Керра, що фокусує світло високої інтенсивності по іншому, ніж слабке світло. Старанно підібравши апертуру резонатора, цей ефект можна використати для досягнення результату, еквівалентного надшвидкому відгуку поглиначів із насиченням.

### Гібридна синхронізація мод
У деяких напівпровідникових лазерах використовується комбінація згаданих методів. Використовуючи поглинач із насиченням та модулюючи інжекцію з тією ж частотою, на якій синхронізовано лазер, його можна стабілізувати інжекцією. Переваги цього в стабілізації фазового шуму лазера та можливе зменшення дрижання лазерних імпульсів.

### Фур'є синхронізація мод
Фур'є синхронізація мод ( англійське скорочення FDML) — це метод синхронізації мод лазера, що створює неперервну світлову хвилю зі змінною частотою. Такі хвилі використовуються в оптичній когерентній томографії.

## Реальні лазери з синхронізацією мод
На практиці на роботу лазера з синхронізованими модами впливають різні фактори дизайну. Найважливіші серед них — дисперсія оптичного резонатора лазера, якою можна керувати призмовим компресором або дисперсним дзеркалом, поміщеним у резонатор, та оптична нелінійність. У разі надмірної дисперсії лазерного резонатора фазу резонаторних мод не можливо синхронізувати в широкій смузі, що ускладнює отримання дуже коротких імпульсів. Вдале поєднання негативної (аномальної) дисперсії з керровою нелінійністю, взаємодія типу солітонної може стабілізувати синхронізацію мод і дозволити генерування коротших імпульсів. Найкоротша можлива тривалість імпульсу зазвичай досягається або при нульовій дисперсії (без нелінійності) або при дещо негативній дисперсії (з використанням солітонного механізму).
Найкоротші імпульси здебільшого генеруються титан-сапфіровими лазерами з синхронізацією мод керровими лінзами. Тривалість таких імпульсів приблизно 5 фемтосекунд. Альтернативно, підсилені імпульси такої ж тривалості отримують стискаючи довші (наприклад 30 фемтосекундні) імпульси за допомогою автомодуляції фази в порожнистому оптоволокні або при філаментації (ниткуванні). Утім, тривалість найкоротшого імпульсу обмежена періодом несучої частоти (що становить для титан-сапфірового лазера 2,7 фс), а тому коротші імпульси вимагають переходу до менших довжин хвиль. Розроблено технології (з використанням генерації вищих гармонік підсилених фемтосекундних імпульсів), які можна використати для утворення особливостей в оптичному сигналі з тривалістю порядку 100 атосекунд в спектральній області надвисокого ультрафіолету (тобто <30 нм). Інші вдосконалення, особливо важливі для застосувань, пов'язані з розробкою лазерів із синхронізованими модами, які можна накачувати лазерними діодами, можуть генерувати сигнали з дуже високою середньою потужністю (десятки ватт) в імпульсах, коротших від пікосекунди, або генерувати послідовності імпульсів із дуже високою частотою повторення (багато ГГц).
Імпульси тривалістю меншою від 100 фс надто короткі для прямого вимірювання оптоелектричними приладами (тобто фотодіодами), а тому використовуються непрямі методи на зразок автокореляції, частотно розділеного оптичного вентилювання, фазової інтерферометрії для прямого відтворення електричного поля та багатофотонного фазового сканування інтерференції в імпульсі.

## Застосування
- Інерційний керований термоядерний синтез
- Нелінійна оптика : генерація другої гармоніки, параметричне розсіяння, оптичний параметричний осцилятор, генерація терагерцового випромінювання.
- Оптичні носії інформації використовують лазери. Розвивається технологія об'ємної оптичної пам'яті, що опирається на нелінійну фотохімію. Лазери з синхронізацією мод перспективні тому, що генерують ультракороткі імпульси з високою частотою повторення.
- Лазерна фемтосекундна обробка наноматеріалів – короткі імпульси можуть використовуватися для обробки багатьох матеріалів на наноскопічному рівні. Прикладом може бути піко- та фемтосекундна свердління кремнієвої поверхні для лазерних чорнильних принтерів.
- Двофотонна мікроскопія.
- Оперування рогівки. Фемтосекундні лазери можуть створювати бульбашки в рогівці. Якщо створити багато бульбашок у площині паралельній до поверхні рогівки, то тканина відлущується в цій площині, й утворюється зріз з товщиною меншою ніж 100 мікрон). Кілька зрізів дозволяють вилучити тканину між ними.
- Розроблено лазерну технологію, що робить поверхню металу чорною. Фемтосекундний лазерний імпульс деформує поварню металу зі створенням наноструктур. Це значно збільшує поверхню металу, що може поглинути практично все світло, яке на неї падає. Це один зі способів створення чорного золота для ювелірної справи[2]
- Фотонна статистична відбірка.
- Генерація частотних гребінців.

## Виноски
1. ↑  R. Huber, M. Wojtkowski, and J. G. Fujimoto, "Fourier Domain Mode Locking (FDML): A new laser operating regime and applications for optical coherence tomography," Opt. Express 14, 3225-3237 (2006)
2. ↑  Ultra-Intense Laser Blast Creates True 'Black Metal'. Процитовано 21 листопада 2007.